# Greg Cipes
Gregory Michael Cipes (Coral Springs; 4 de enero de 1980) es un actor de cine y voz, cantautor y surfista profesional estadounidense.

## Vida y carrera
Nació en Coral Springs, Florida, es el hijo de Robin Mrasek y Geoff Cipes. Cipes participó en 1998 en la 3° competencia Profesional de Surf en — U.S.A; el mismo año que comenzó su carrera en el cine. Desde que Greg tenía 8 años fue partidario juvenil de PETA Kids.
Cipes es la voz de Chico Bestia en Teen Titans, y fue la voz de Atlas en el ánime Astro Boy en el 2003. También se refieren a él en el cómic #26 de Teen Titans Go como un estudiante con un nombre cambiado ("Craig Snipes").
Se vio envuelto en un caso criminal cuando su exnovia, Juliana Redding, fue asesinada en su departamento en Santa Mónica, en la noche del 16 de marzo de 2008. El asesino no ha sido encontrado. Durante la investigación sobre la muerte de Juliana Redding, se descubrió que había mantenido una relación sentimental con el actor y músico Greg Cipes, conocido por su trabajo en series animadas como Teen Titans y por liderar la banda Cipes and the People. Aunque Cipes no fue considerado sospechoso en el caso, los investigadores recopilaron información sobre su relación con Juliana como parte de su trabajo de antecedentes. Se confirmó que Juliana había aparecido en un video musical de la banda de Cipes y que habían mantenido contacto hasta seis meses antes de su fallecimiento. No se pudo confirmar si Juliana tuvo otras relaciones después de su ruptura con Cipes, aunque algunos asociados sugirieron que pudo haber tenido un breve romance con un médico.
Cipes fue criado como judío mesiánico e identificado como "judío cristiano" en 2019, aunque anteriormente se identificó como irreligioso en 2017, diciendo que estaba "libre de esclavitud mental e hipocresía" y bromeando sobre ser un "creyente". en perro". Cipes es un sobreviviente de cáncer de piel.

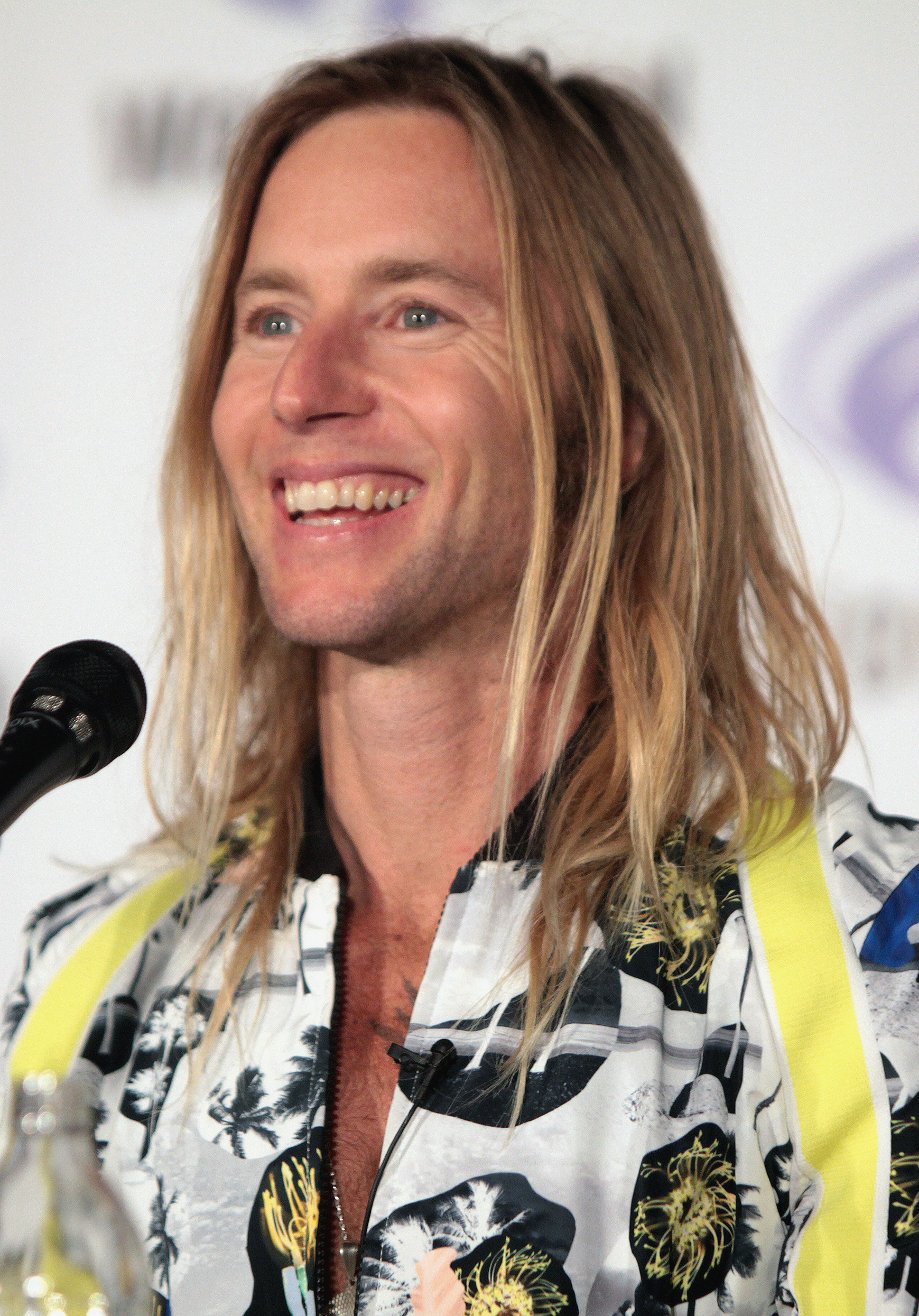
Greg Cipes en WonderCon 2016 en Los Ángeles

## Filmografía
- Michelangelo en Las tortugas ninja
- S.H.E.L.L.D.O.N en Rise of the Teenage Mutant Ninja Turtles
- Beast Boy en Teen Titans, Teen Titans: Trouble in Tokyo, Teen Titans Go! y DC Super Hero Girls
- Atlas en Astro Boy
- Jack de Royal Flush Gang en Justice League
- Chiro en Super Escuadrón Ciber Monos Hiperfuerza ¡Ya!
- Little Demon and Natalie Nielson/La Monosa en El Tigre: Las Aventuras de Manny Rivera
- Número 1600 y Lt. Seltzer en KND: Los chicos del barrio
- Roger el orangután en Father of the Pride
- Ryan en The Wild
- Caleb, Clubber en W.I.T.C.H.
- Dean the WOOHP agent de Totally Spies!
- Buddy the Bellhop en MySims para la consola Wii
- Kevin Levin en Ben 10: Alien Force, Ben 10: Ultimate Alien y Ben 10: Ominverse

- J.R. (Miembro de la banda "The Sulky Boys") in All Grown Up!
- Anunciador de Cartoon Network (USA) de julio a octubre de 2008.

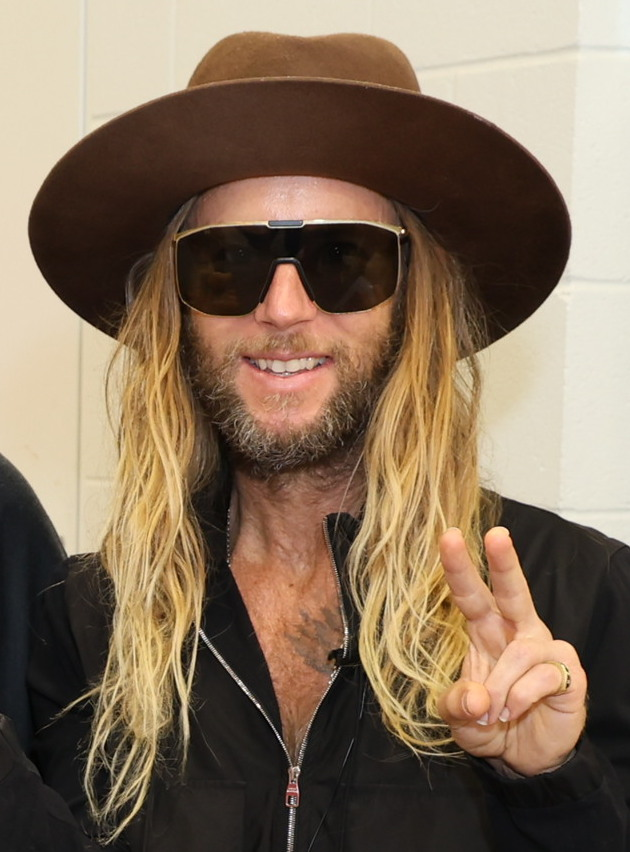
Greg Cipes en 2023

### Televisión
Cipes ha hecho numerosas apariciones en TV en 2 comerciales y programas de TV. Él fue uno de los siete amigos del reality show de MTV Twentyfourseven.Cipes hizo algunas apariciones especiales en One on One como Butter, uno de los miembros de la banda de Arnaz Ballard. Estelarizó como huésped especial en Ghost Whisperer en el episodio Love Still Won't Die y en House en el episodio Family como un vendedor. Apareció en "Ted Koppel's Big Night Out", un episodio de la 4° temporada de Gilmore Girls, y Deadwood.

### Películas
Cipes interpretó el personaje de Tyler en el filme de horror del 2003 Inhabited y el personaje Reed en la comedía del 2006Pledge This! y también tuvo un pequeño rol en John Tucker Must Die y Boys & Girls Guide To Getting Down. El interpretó el papel de Hippie Diplomat en The Onion Movie y Zack en la película de horror Simon Says. Fue recientemente contratado para la película de Deon Taylor del 2008 Nite Tales e interpretó al conductor vaquero llamado Dwight, en el filme del 2009 Fast & Furious.